# Brug 1894
Brug 1894 is een bouwkundig kunstwerk in Amsterdam Nieuw-West.
Rond 1960 schoot Amsterdam voor wat betreft bebouwing voorbij de Westlandgracht en niet veel later ook voorbij de Ringspoorbaan. Die ringspoorbaan lag op een dijklichaam dat aan weerszijden afwateringstochten kent. Ter plaatse van de Slotervaart lag er een gat in dat dijklichaam. Bij de komst van het spoor in 1986 was er nog geen moeilijkheid, maar bij de bouw van het metrostation Heemstedestraat was dat wel het geval. Door de afwateringstochten en de Slotervaart was het niet bereikbaar voor personen vanaf rondom het Koningin Wilhelminaplein en Wittgensteinlaan, die moesten een heel stuk omlopen omdat het dijklichaam aan drie zijden wordt omringd door water. In 1999 volgde dan ook deze brug 1894 over de oostelijk afwateringstocht maar liggend boven het water van de vaart. De ontwerper van de platte brug is vooralsnog onbekend. De welvende brug is opgetrokken uit beton en staal; brugleuningen zijn van metaal. De voetbrug is gelegen boven een uitstulping van de Slotervaart met een kleine opgang naar het metrostation. 
De brug sloot bij het westelijk landhoofd haaks aan op de “slurf” naar het metrostation. Er kwam echter een directe verbinding toen bij het plaatsen van elektronische toegangspoorten  de toegang tot het metrostation aan de zijkant kwam te liggen van diezelfde slurf.
<<< · 1800 · 1801 · 1802 · 1803 · 1804 · 1805 · 1806 · 1807 · 1808 · 1809 ·  1810 · 1811 · 1812 · 1813 · 1814 · 1815 · 1816 · 1818 · 1819 · 1820 · 1821 · 1822 · 1823 · 1824 · 1826 · 1827 · 1828 · 1829 · 1830 · 1831 · 1832 · 1833 · 1834 · 1835 · 1836 · 1837 · 1838 · 1839 · 1840 · 1841 · 1842 · 1843 · 1844 · 1845 · 1846 · 1847 · 1848 · 1849 · 1850 · 1851 · 1852 · 1853 · 1854 · 1855 · 1856 · 1857 · 1858 · 1859 · 1860 · 1861 · 1862 · 1863 · 1864 · 1865 · 1866 · 1867 · 1868 · 1869 ·  1870 · 1871 · 1872 · 1873 · 1874 · 1875 · 1876 · 1877 · 1879 ·  1880 · 1881 · 1882 · 1883 · 1884 · 1885 · 1886 · 1888 · 1889 · 1890 · 1891 · 1892 · 1893 · 1894 · 1895 · 1896 · 1897 · 1898 · 1899 · >>>
Brugnummers 1817, Brug 1819, 1820, 1825, 1878, 1887  zijn niet (meer) vergeven.